# Lotnisko Kaniów
Lotnisko Kaniów (kod ICAO: EPKW) – lotnisko publiczne o ograniczonej certyfikacji. Od 2014 roku figuruje w ewidencji lotnisk Urzędu Lotnictwa Cywilnego pod poz. 57 (nr rejestracyjny 65) przy Parku Technologicznym Przemysłu Lotniczego w Kaniowie, położone w gminie Bestwina, ok. 3 km na północny wschód od centrum Czechowic-Dziedzic w powiecie bielskim, ok. 15 km na północ od centrum Bielska-Białej. Lotnisko jest częścią tworzonego Parku Technologicznego Przemysłu Lotniczego w Kaniowie, którym zarządza Bielski Park Techniki Lotniczej Sp. z o.o. Teren Parku Technologicznego znajduje się nad obszarem wyrobiskowym kopalni KWK „Silesia”.

## Dane lotniska
- Lotnisko: Lotnisko Kaniów – EPKW
- Lokalizacja (WGS–84):	
  - 49° 56' 27,01" N
  - 19° 01' 14,97" E
- Częstotliwość lotniska: 127,730 MHz – Kaniów Radio.
- Pas startowy:	
  - 947 × 24 m (132°/312°), asfaltobeton
- MTOW/nośność drogi startowej: 5700 kg
- Droga kołowania o nawierzchni asfaltowej, szerokość 7,5 m[2]
- Elewacja pasa startowego: 253,8 m / 833 ft (n.p.m.)
- Rodzaj wykonywanych operacji, to wyłącznie: 
  - loty VFR
  - loty: szkolne, rekreacyjne, GA, dyspozycyjne, ratownictwa, w tym sanitarnego i ppoż, próbne, próbno-kontrole firm remontowo-produkcyjnych
  - loty wykonywane – dzień/noc
- Uruchomienie świateł do lądowania przez 7-krotne naciśnięcie przycisku nadawania na częstotliwości 136.425 MHz w czasie ok. 5 sekund
  - Światła do lądowania można uruchomić z powietrza na 3 do 5 minut przed dolotem do lądowiska
  - Po zaświeceniu światła świecą 15 minut
- Paliwo: benzyna lotnicza Avgas 100LL, JET A1
- Godziny pracy: 08:00-16:00 LMT
- Służba informacji powietrznej FIS: FIS Kraków
- Możliwość hangarowania.

Źródło .

## Historia
- 2006-2007 – tworzenie planów przestrzennych, uzgodnienia z Kompanią Węglową
- sierpień 2007 – rozpoczęcie prac związanych z wyrównywaniem terenu pod budowę
- wrzesień 2007 – rozpoczęcie prac budowy Parku
- listopad 2007 – zakończenie budowy drogi startowej (6 listopada, brak dezygnacji kierunku pasa startowego, malowania i oznakowania, jak i oświetlenia nawigacyjnego i instrumentacji)
- marzec 2008 – zakończone przygotowanie nawierzchni pasa startowego, prace wykończeniowe hangarów, prace wykończeniowe wieży kontroli lotów
- 11 września 2008 – oficjalne otwarcie lądowiska.
- 2017-2018 – wydłużenie drogi startowej (pasa startowego) do 980-1050 m[4].
- 16 grudnia 2019 – została uruchomiona tymczasowa baza Lotniczego Pogotowia Ratunkowego. Dotychczasowa lokalizacja załogi Ratownika 4 mieściła się od 22 września 2007 roku na lotnisku w Gliwicach (EPGL), na którym rozpoczął się remont infrastruktury. Funkcjonowanie bazy tymczasowej zaplanowano na ponad rok. Ratunkowy Eurocopter EC135 będzie tu stacjonował do czasu zakończenia budowy docelowej bazy LPR na lotnisku Katowice-Muchowiec (EPKM)[5].
- 22 października 2020, zamknięto bazę LPR w Kaniowie.